# DJ Shimamura
Pour les articles homonymes, voir Shimamura.
DJ Shimamura (ディージェー・シマムラ), de son vrai nom Shinsuke Shimamura (嶋村 真輔, Shimamura Shinsuke), est un producteur et disc jockey de techno hardcore japonais. Dirigeant de son propre label indépendant, Dynasty Records, Shimamura est apparu, au fil de sa carrière musicale, dans diverses compilations et a participé à la bande son de nombreux jeux vidéo.

## Biographie
Shimamura fonde son label indépendant Dynasty Records, auquel il publie son premier album, Viva la Rave-o-Lution en 2001. La même année sort un album indépendant Update 2003-2004. En 2004 sort l'album The Lost Traxxx au label indépendant Hokey Pokey.
La compilation Gran Turismo Original Sound Collection est publiée le 25 novembre 2009 ; Shimamura participe à cette compilation avec trois morceaux, Adrenalin Navigation, Summer Searching, et Addicted to the 303. La même année, il publie son nouvel album studio, SX, chez Dynasty Records.
En 2012, Bubble-B termine un nouvel album studio, intitulé Leisure yakuza wa kimi ni katarikakeru (レジャーやくざは君に語りかける), accompagné d'Enjo-G. L'album comprend des versions remasterisées et remixées, notamment par DJ Shimamura, de morceaux issus de ses anciens albums et EP. Le jeu vidéo Beatmania IIDX 21: Spada (en), sorti le 13 novembre 2013, fait participer Shimamura avec le morceau Overload Frontier. Il participe aussi à la bande son d'une application mobile expérimentale intitulée Chrono Tone avec le morceau Hectic. La même année sort le jeu Beatmania IIDX 22: Pendual (en) auquel il contribue avec le morceau Blaze it Up!.
En 2017, Shimamura publie son album Orthodox, encore une fois au label Dynasty Records. En septembre 2017, Shimamura prend part au festival Ultra Japan organisé à Shibuya. En août 2017 sort un clip du morceau Kimi to RAVE (君とRAVE) de l'idole japonaise Namakopuri, remixé par DJ Shimamura et NO+CHIN. La compilation V.A. AACCIIDD, publiée le 11 août 2017 au label Shot Bass Records, fait participer Shimamura avec le morceau AC/D*AM:ANA.

## Discographie

### Albums studio
- 2001 : Viva la Rave-o-Lution (Dynasty Records)
- 2004 : The Lost Traxxx
- 2006 : Power Slam: Dynasty Collective Vol. 1
- 2009 : SX
- 2010 : Trax
- 2011 : Elektronix
- 2011 : The 10 Years Dynasty (Dynasty Records)
- 2013 : MAX (Dynasty Records)
- 2013 : Megatropolis (Dynasty Records)
- 2015 : Fenix (Dynasty Records)
- 2016 : Remix (Dynasty Records)
- 2017 : Orthodox (Dynasty Records)

### Apparitions notables
- Overload Frontier (Beatmania IIDX 21: Spada）
- Blaze it Up! (Beatmania IIDX 22: Pendua)
- Get Ready!! (Beatmania IIDX 23: Copula)
- Believe in You (Beatmania IIDX 24: Sinobuz)